# Iridium(IV)fluoride
Iridium(IV)fluoride is een fluoride van iridium en heeft als brutoformule IrF4. De stof komt voor als een donkerbruine vaste stof.

## Synthese
Iridium(IV)fluoride kan worden bereid door een reductie van iridium(V)fluoride met waterstofgas in een waterige oplossing van vloeizuur (HF).

## Structuur en eigenschappen
De molecule heeft een opmerkelijke driedimensionale structuur voor een metaal dat met vier fluoratomen is gebonden. Later werden ook rodium(IV)fluoride, palladium(IV)fluoride en platina(IV)fluoride gesynthetiseerd met dezelfde ruimtelijke structuur. Iridium bezit coördinatiegetal 6.